# كاتدرائية بازل

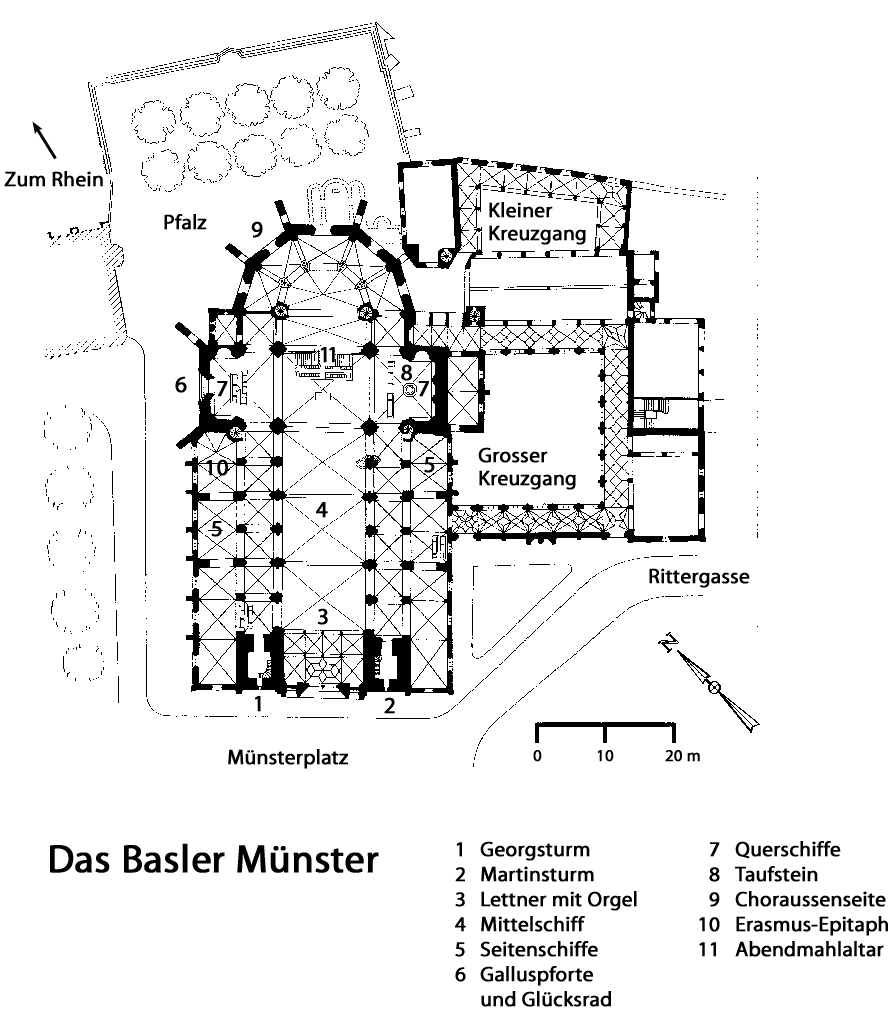
رسم تخطيطي بكاتدرائية بازل في وقتها الحالي

كاتدرائية بازل وتعرف محليا في سويسرا ب"Basler Münster"، وهي عمل فني معماري تجمع بين العمارة القوطية والعمارة الرومانسكية على ذوق رفيع ومعبر عن الجمالية المعمارية لتلك الحقبة، بنيت في سنة 1019م في القسم الشمالي من سويسرا وتم الانتهاء من يناءها سنة 1500م، وتقع اليوم داخل أقصى الحدود الشمالية لدولة سويسرا في مدينة بازل.
تم بيع جزء من الخزانة الكاتدرائية سنة 1833م. بعض من القطع التي احتوتها الكنيسة مثل قطعة الوردة الذهبية الشهيرة موجودة الآن في متحف كلوني بفرنسا.
على الرغم من وجود أعمدة ضخمة تدعمها، فقد دمر زلزال عنيف عام 1356 خمسة أبراج والجوقة ومختلف الخزائن. يوهانس فون غموند (Johannes von Gmünd)، الذي كان أيضا مهندس مبنى Freiburg Minster، تم توكيل إعاد بناء الكاتدرائية التالفة عام 1363.وفي 1421 تم تمديد البرج الشمالي (Georgsturm)

## معرض تحف تعود لكلتدرائية بازل

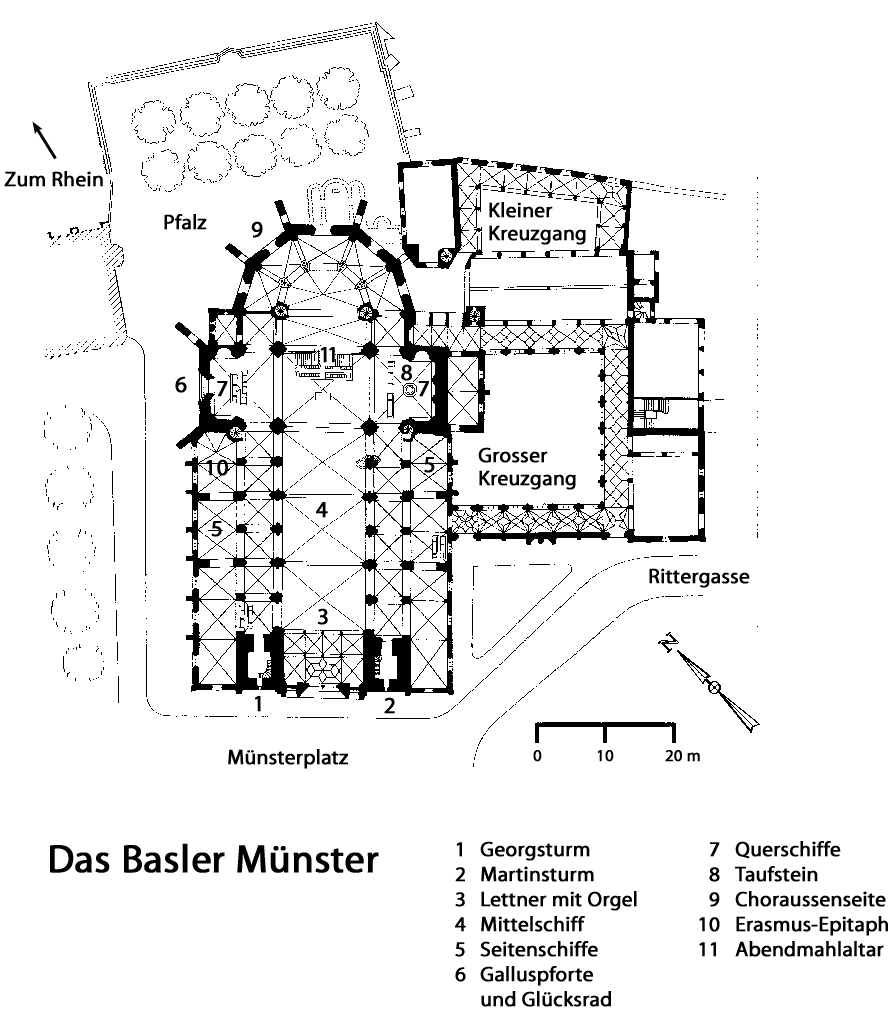
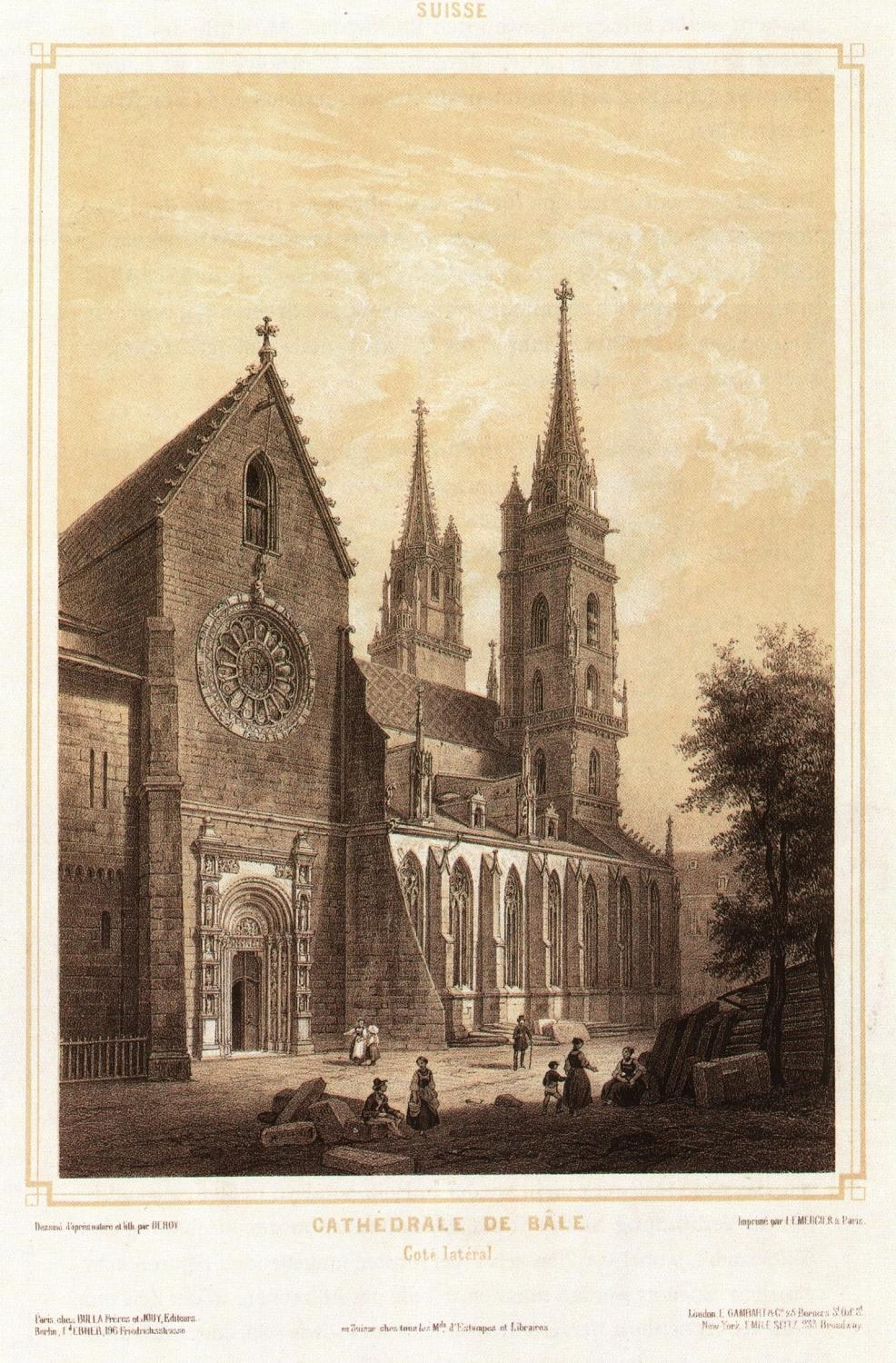
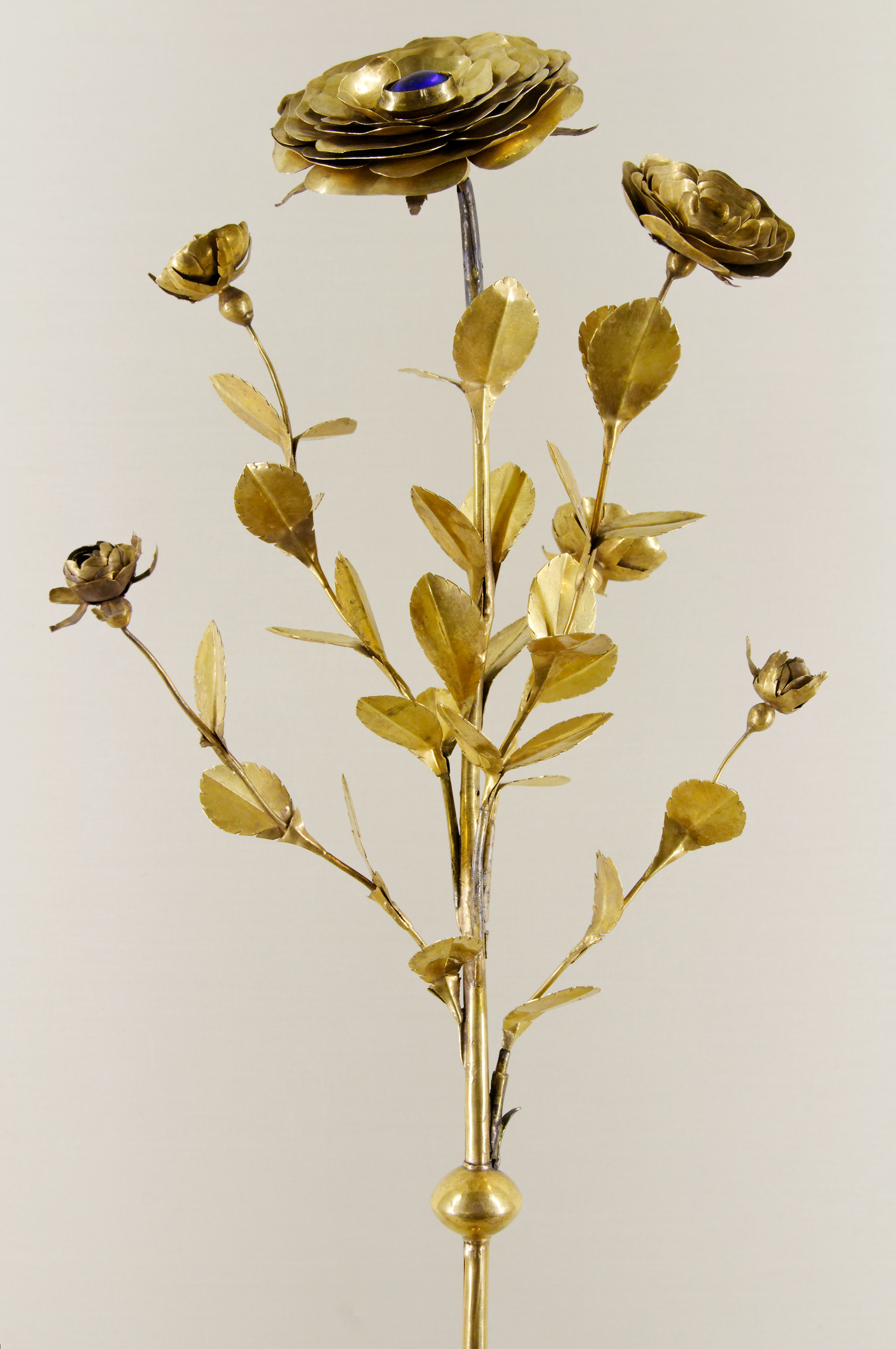
الوردة الذهبية في متحف كلوني
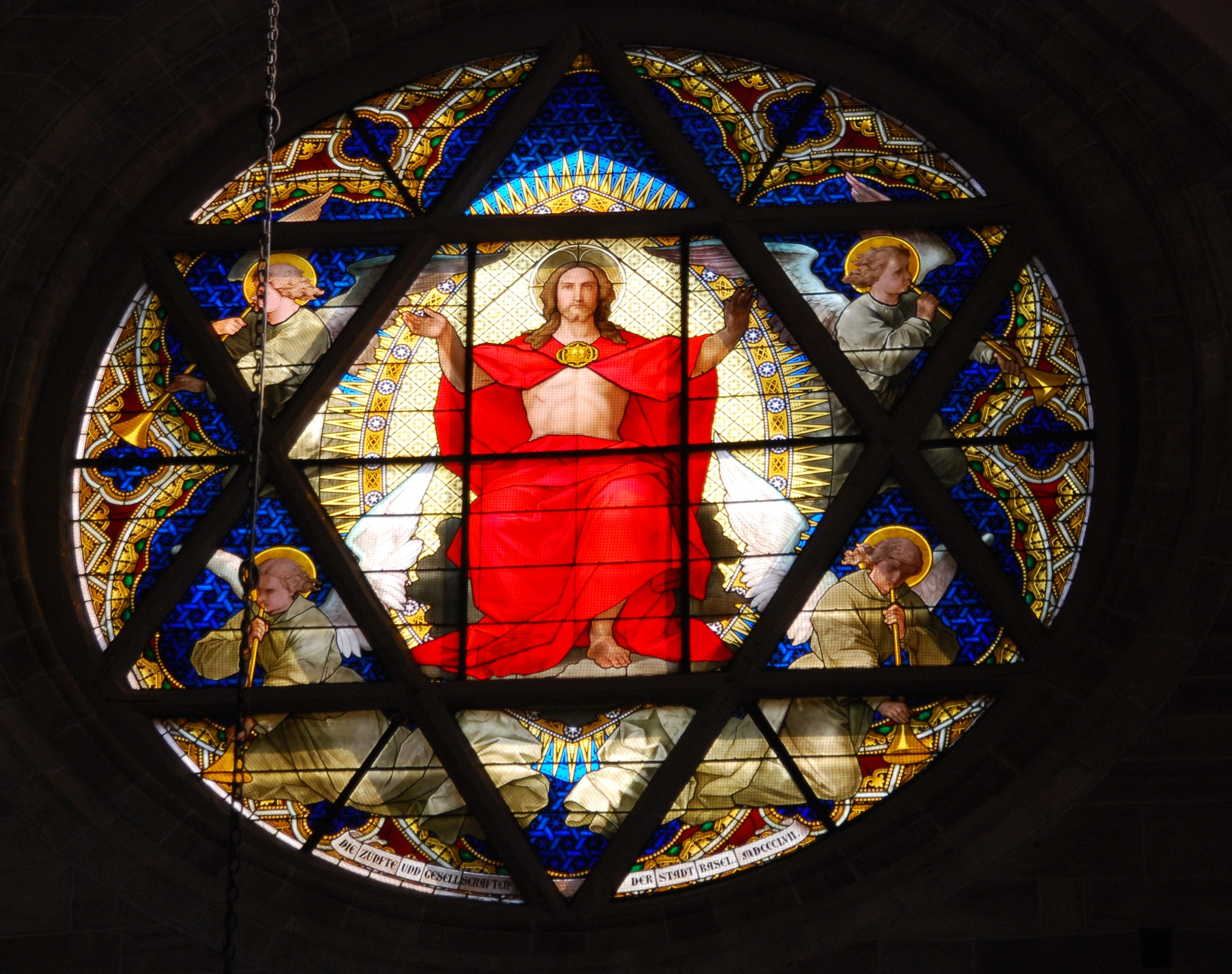
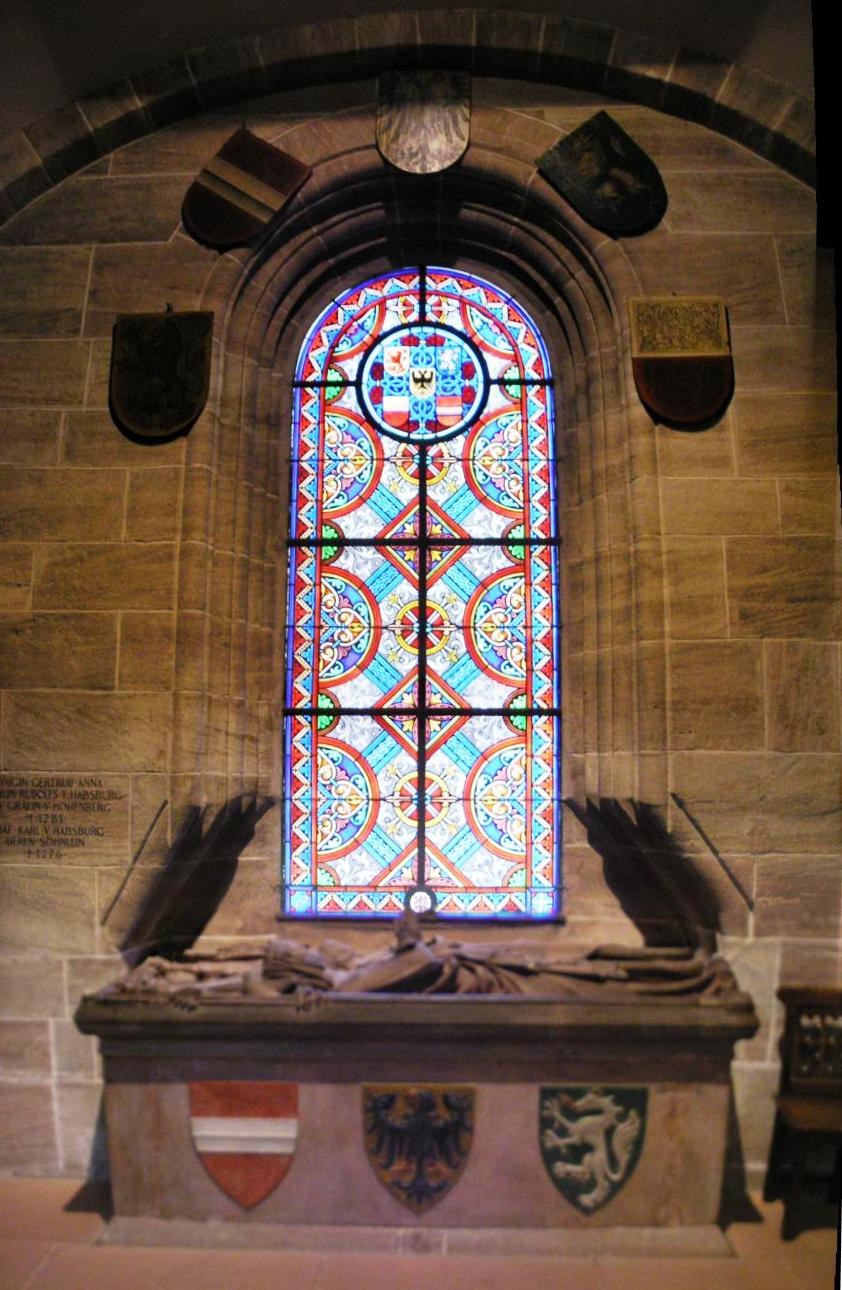

## معرض صور خارجية

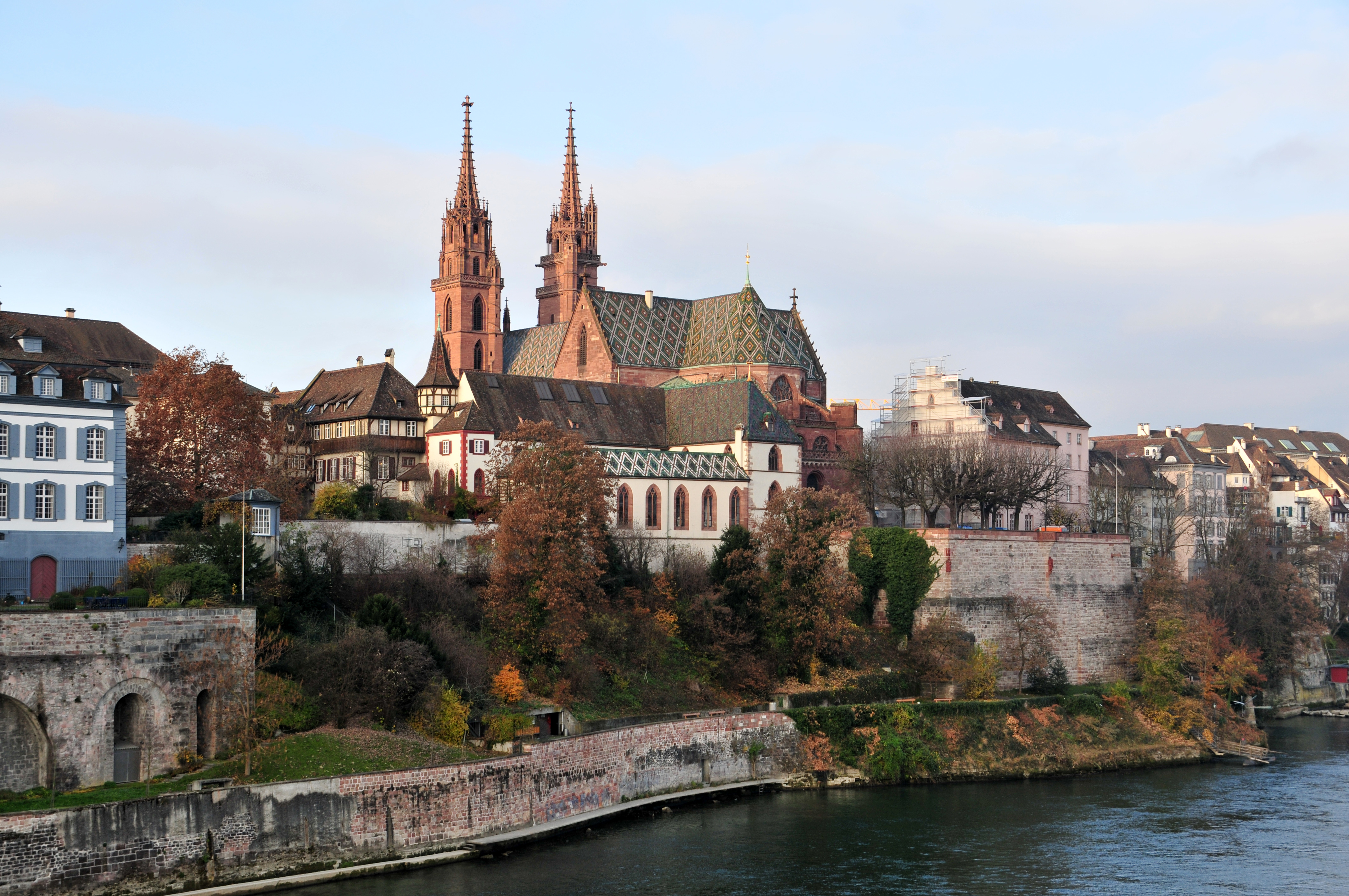
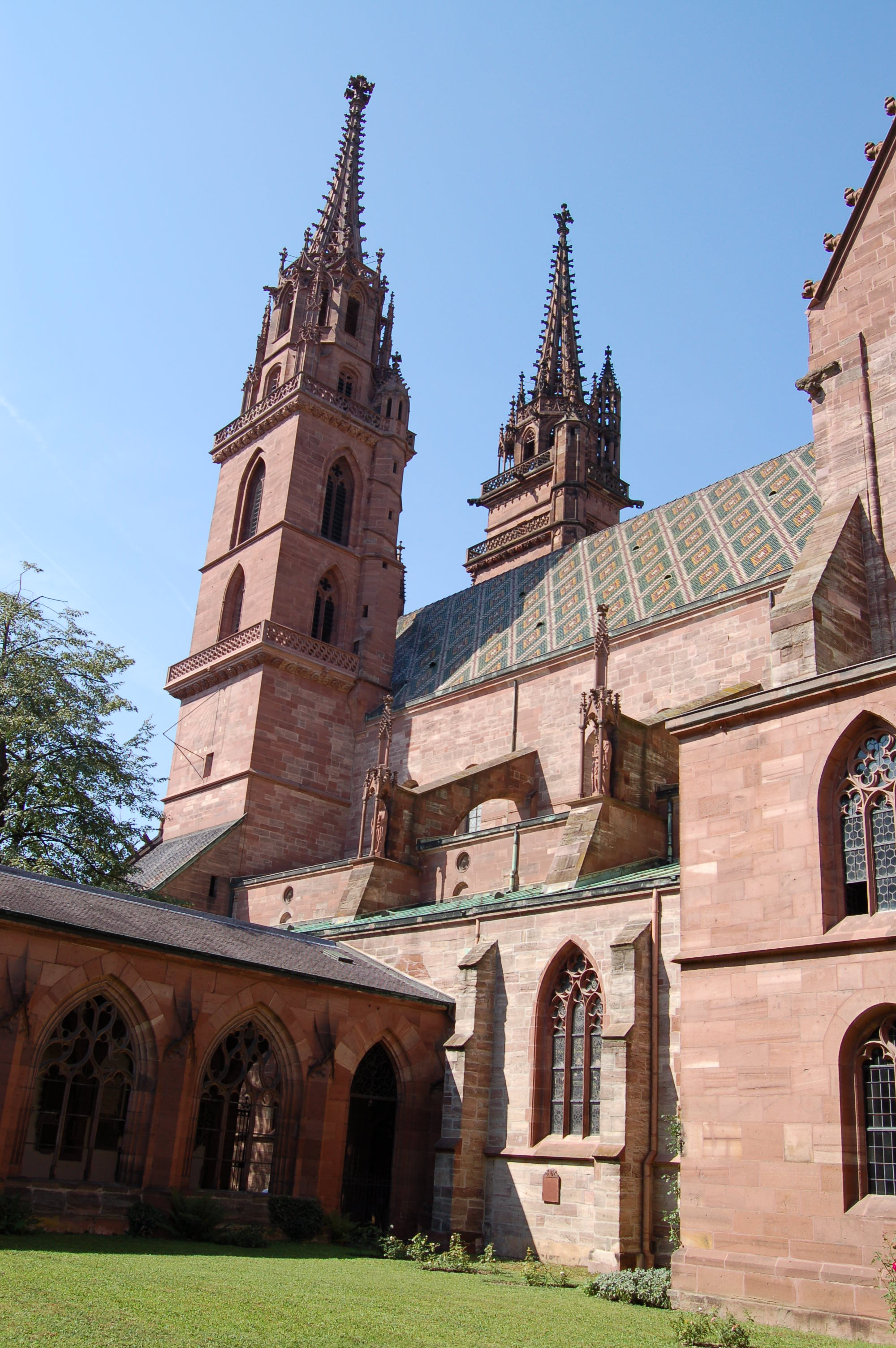
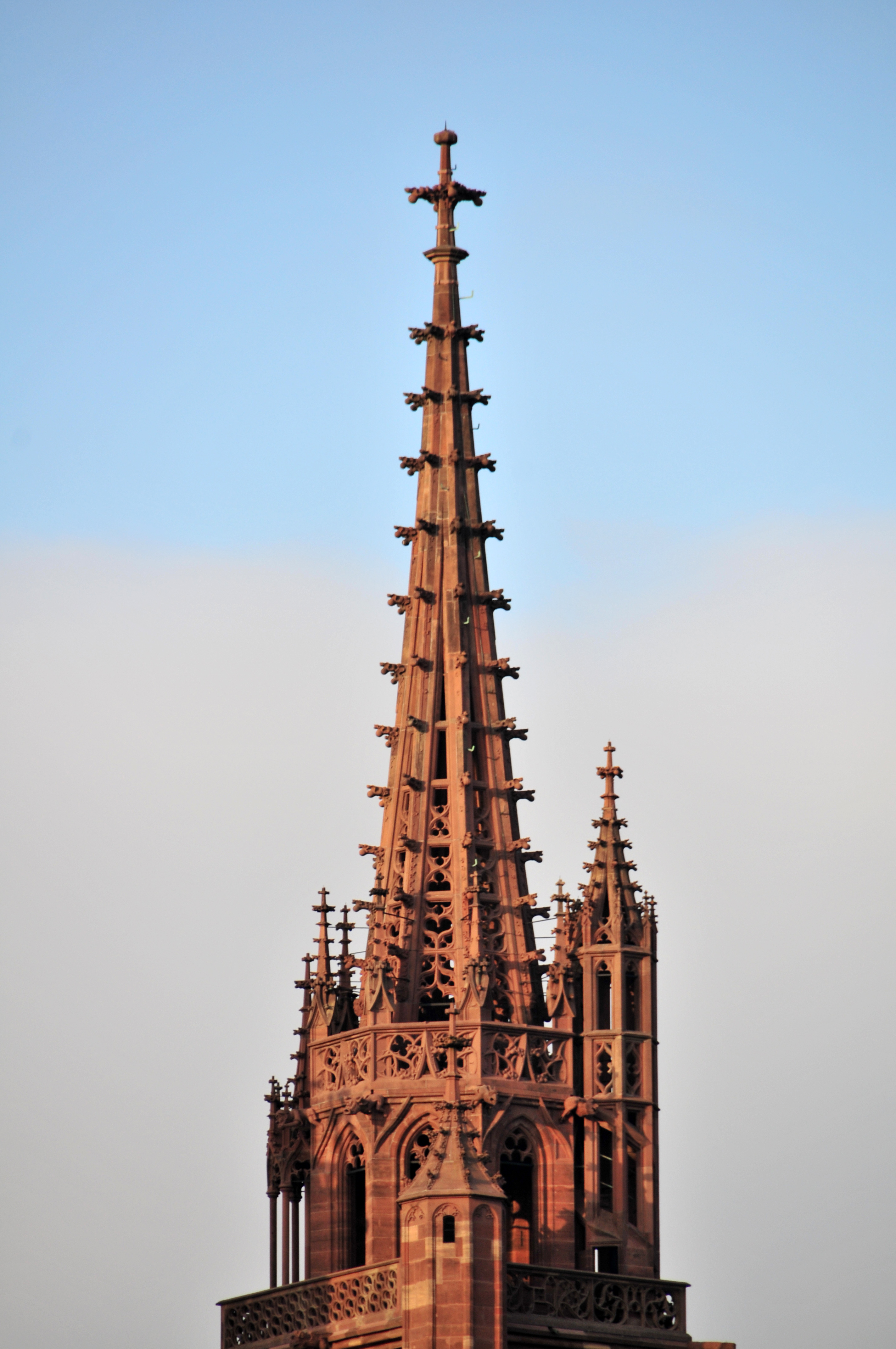
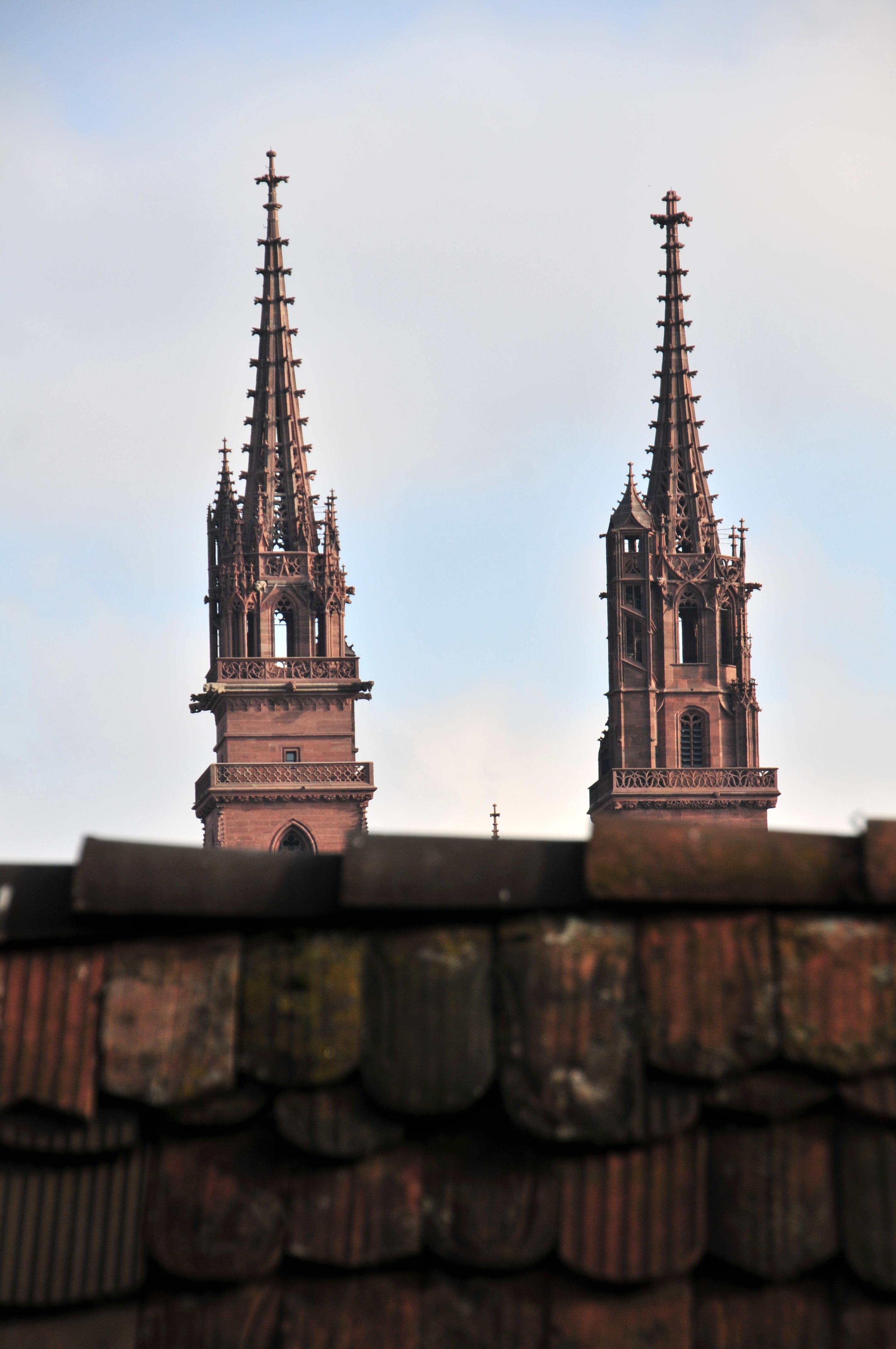
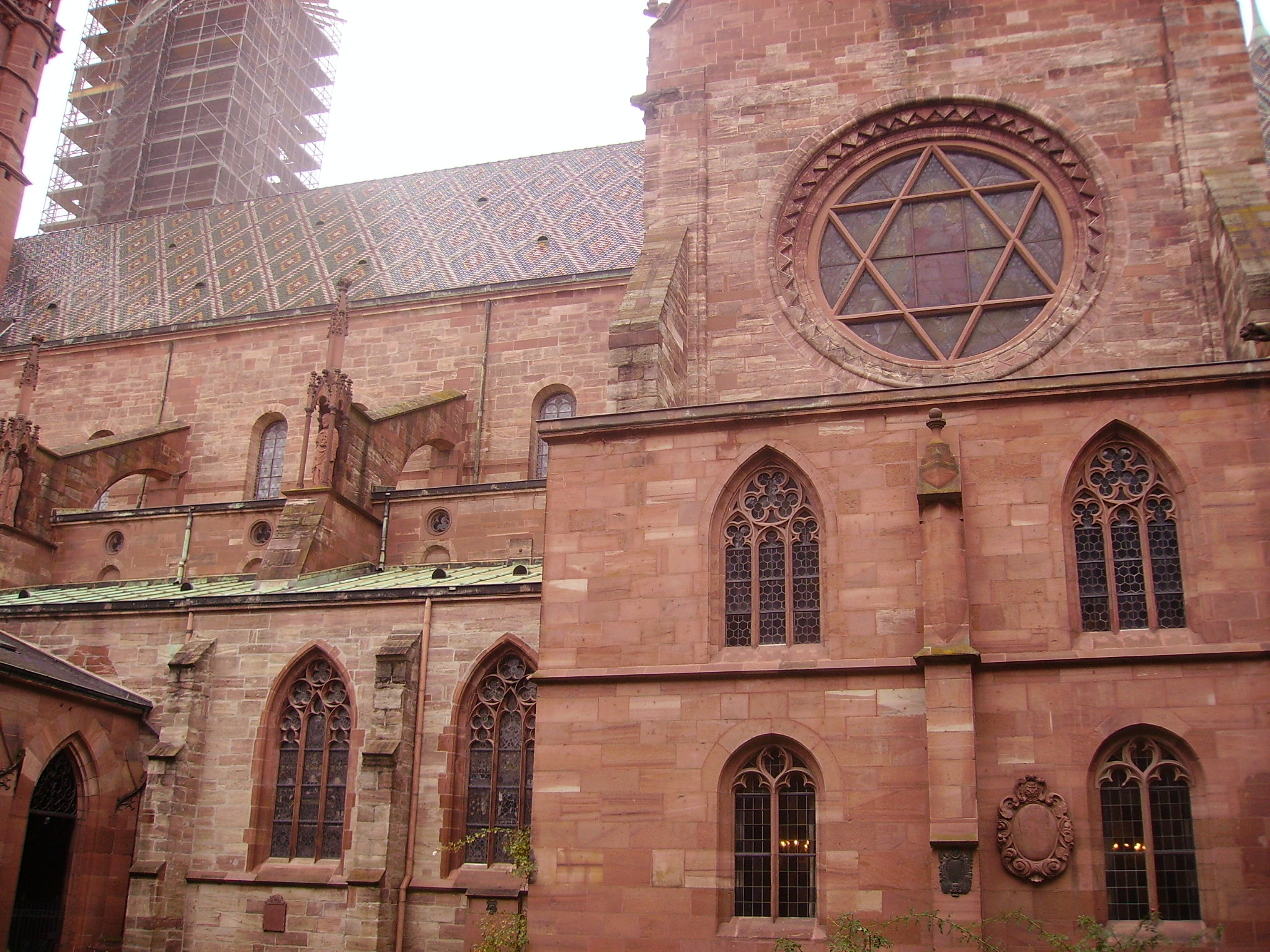
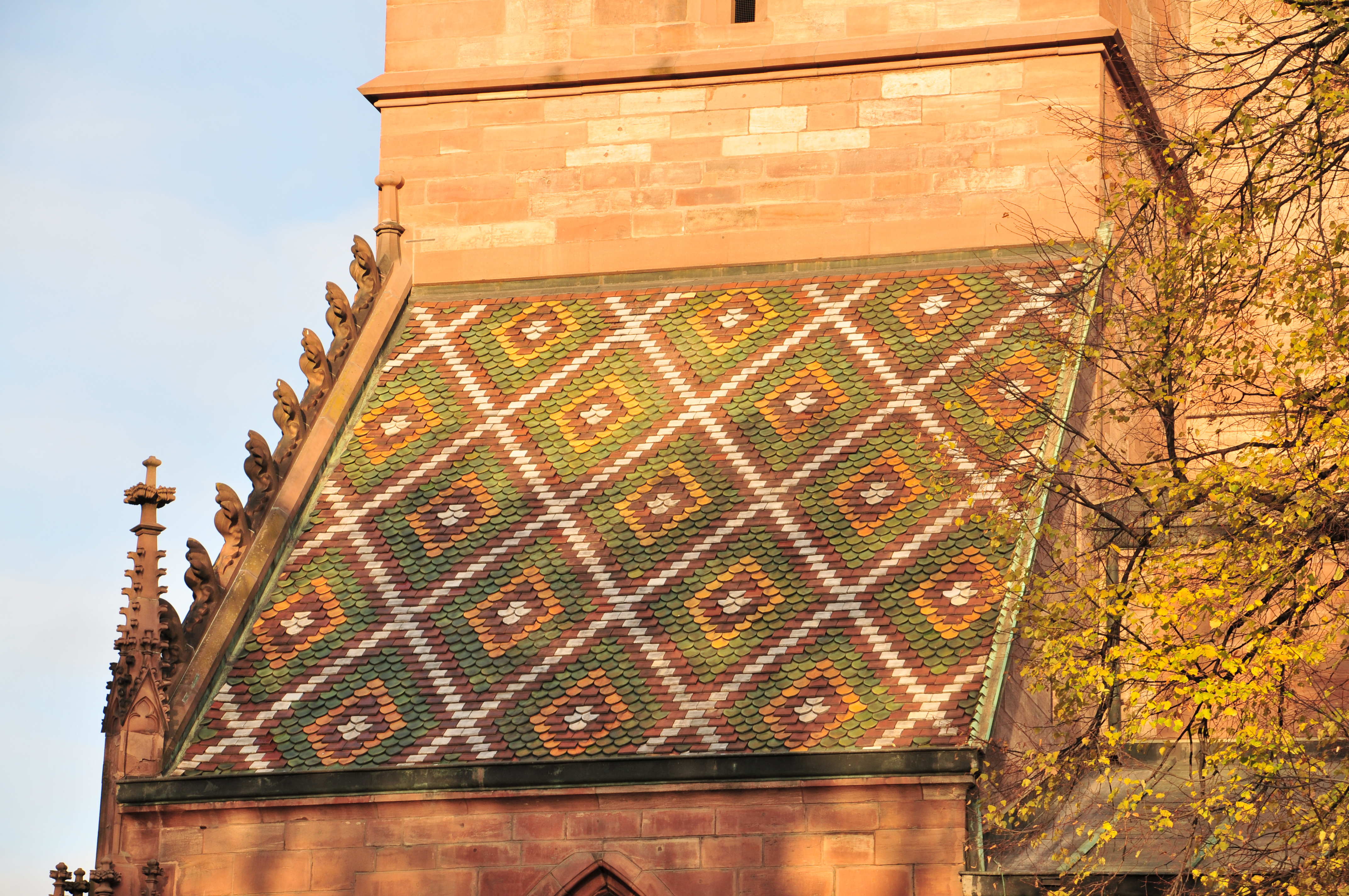
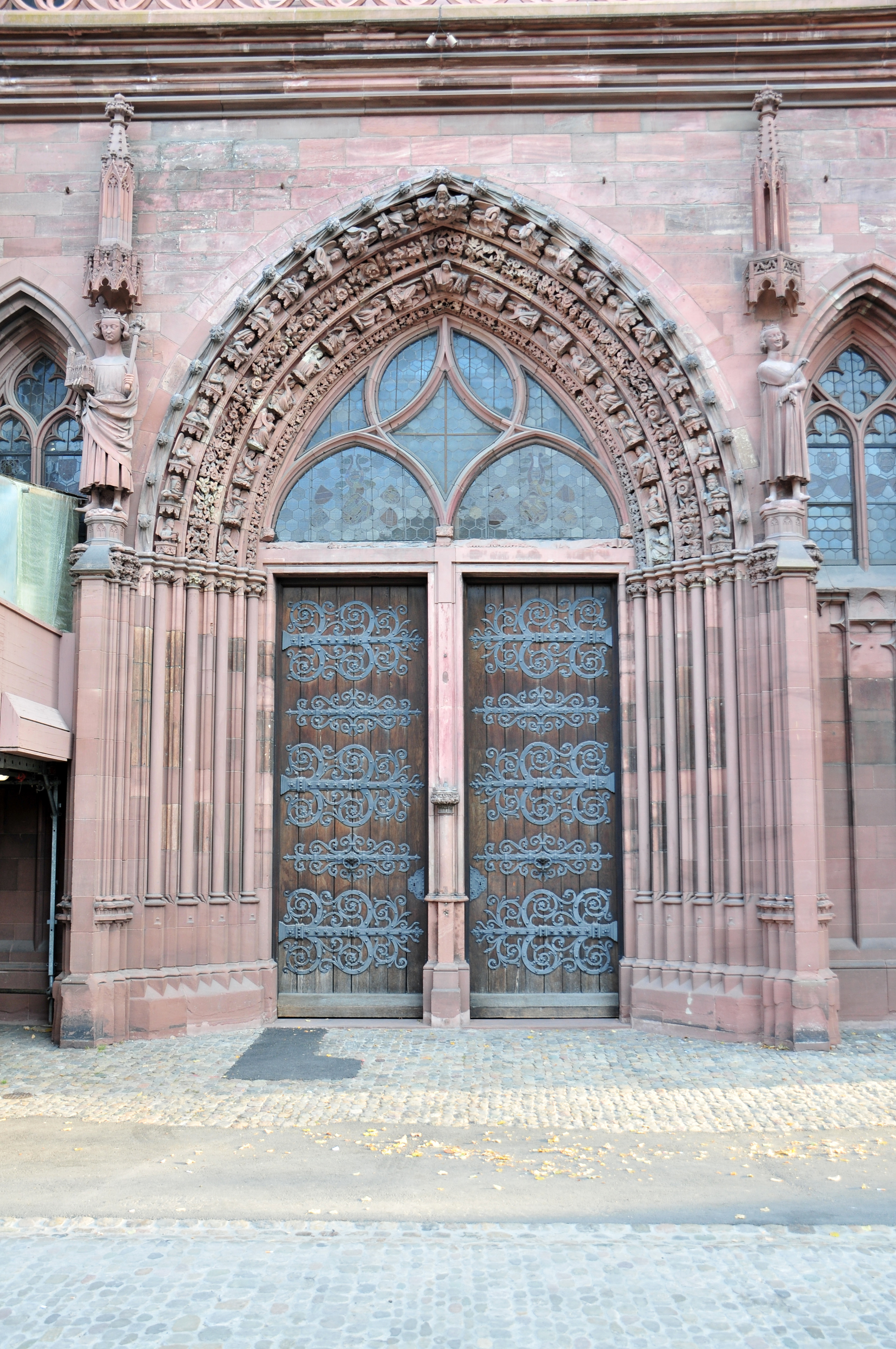
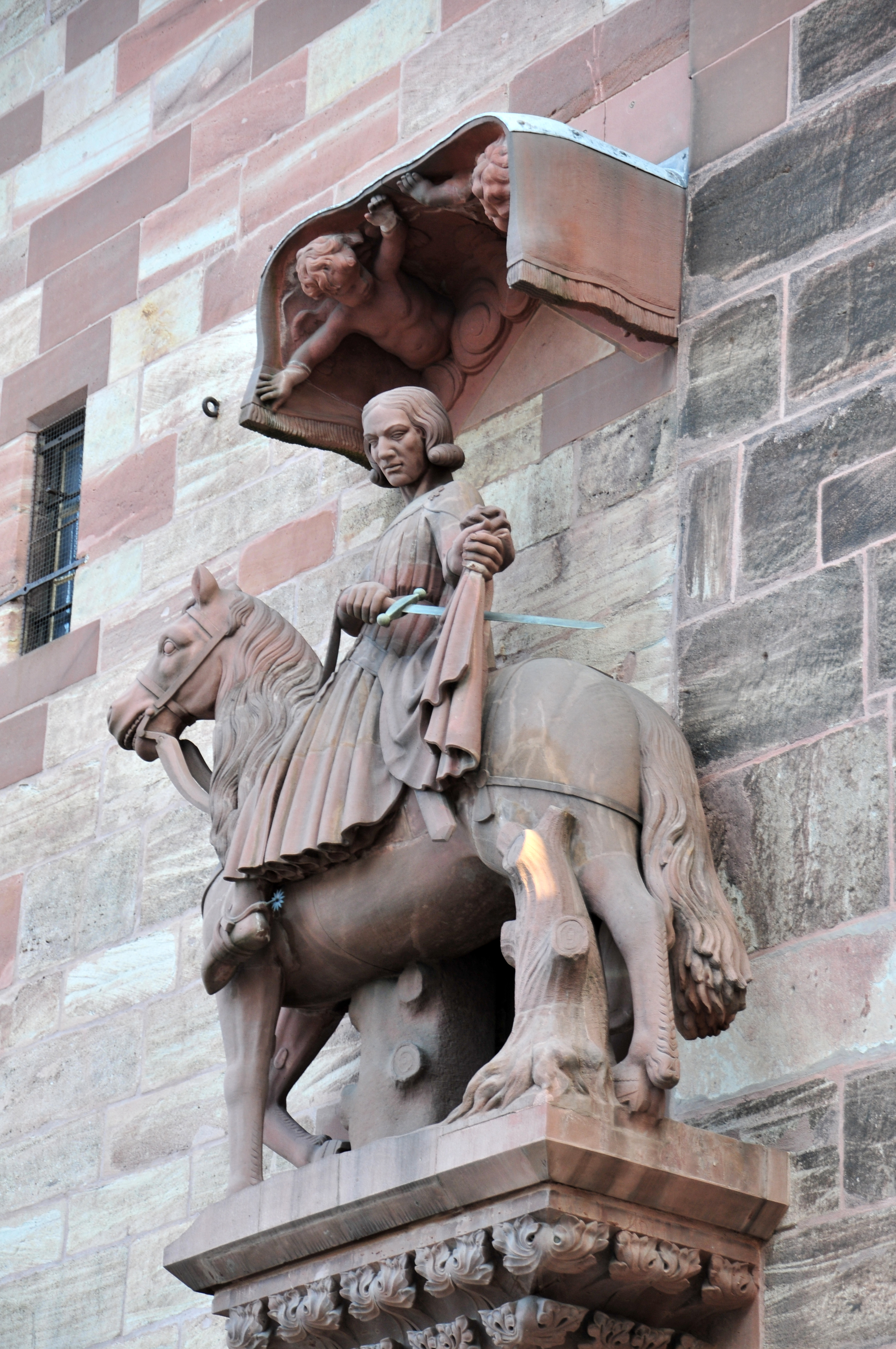
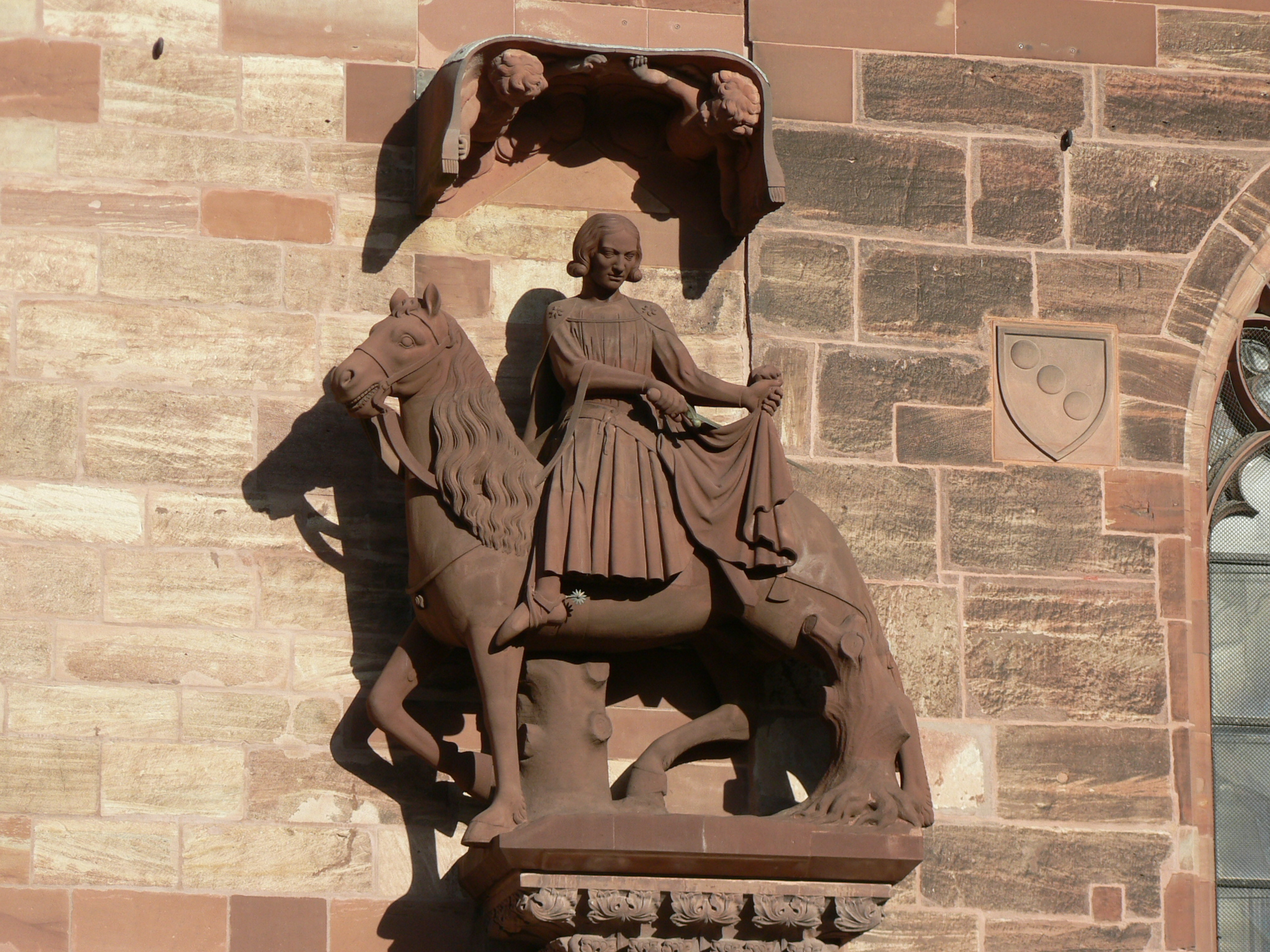
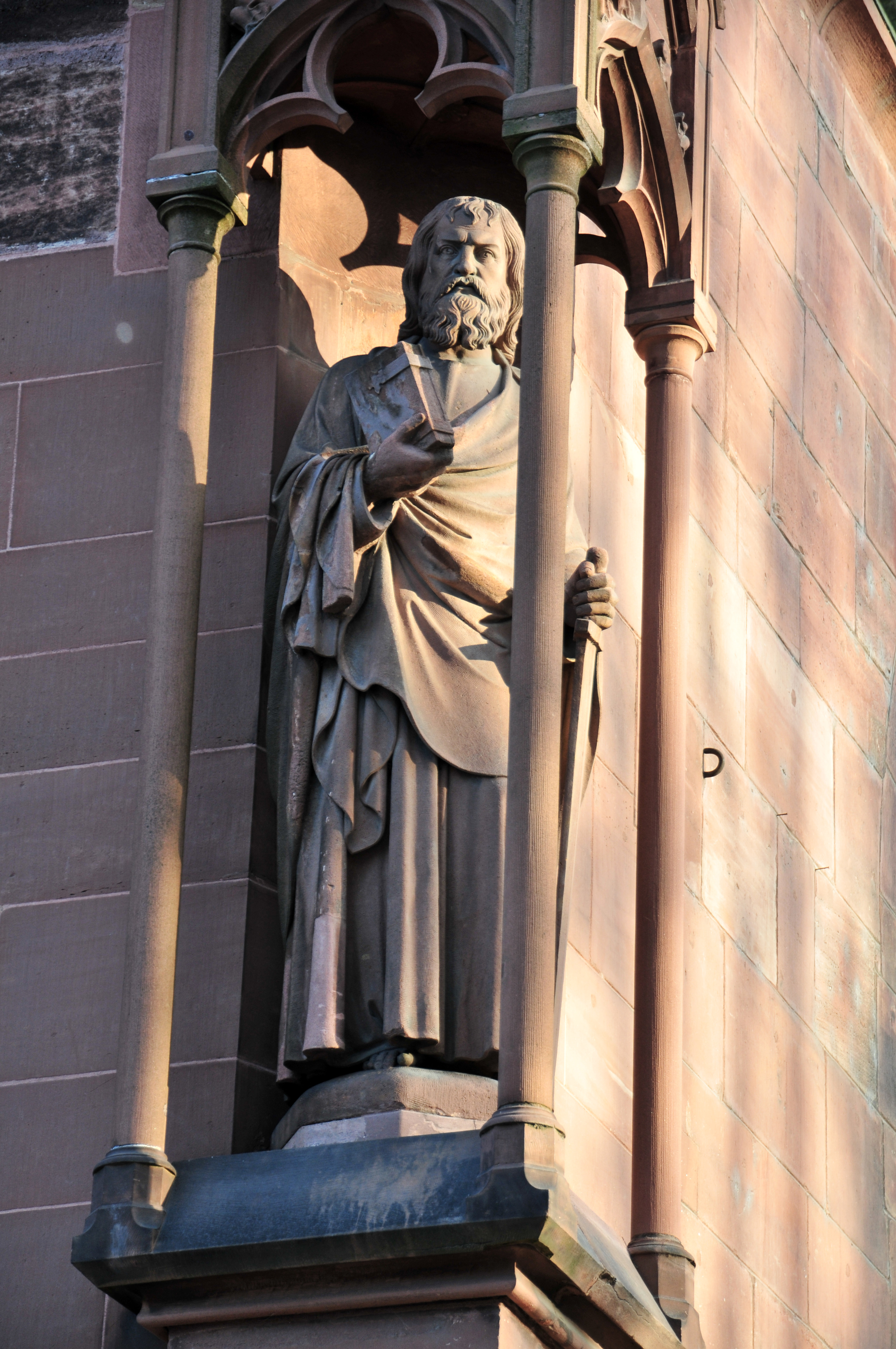
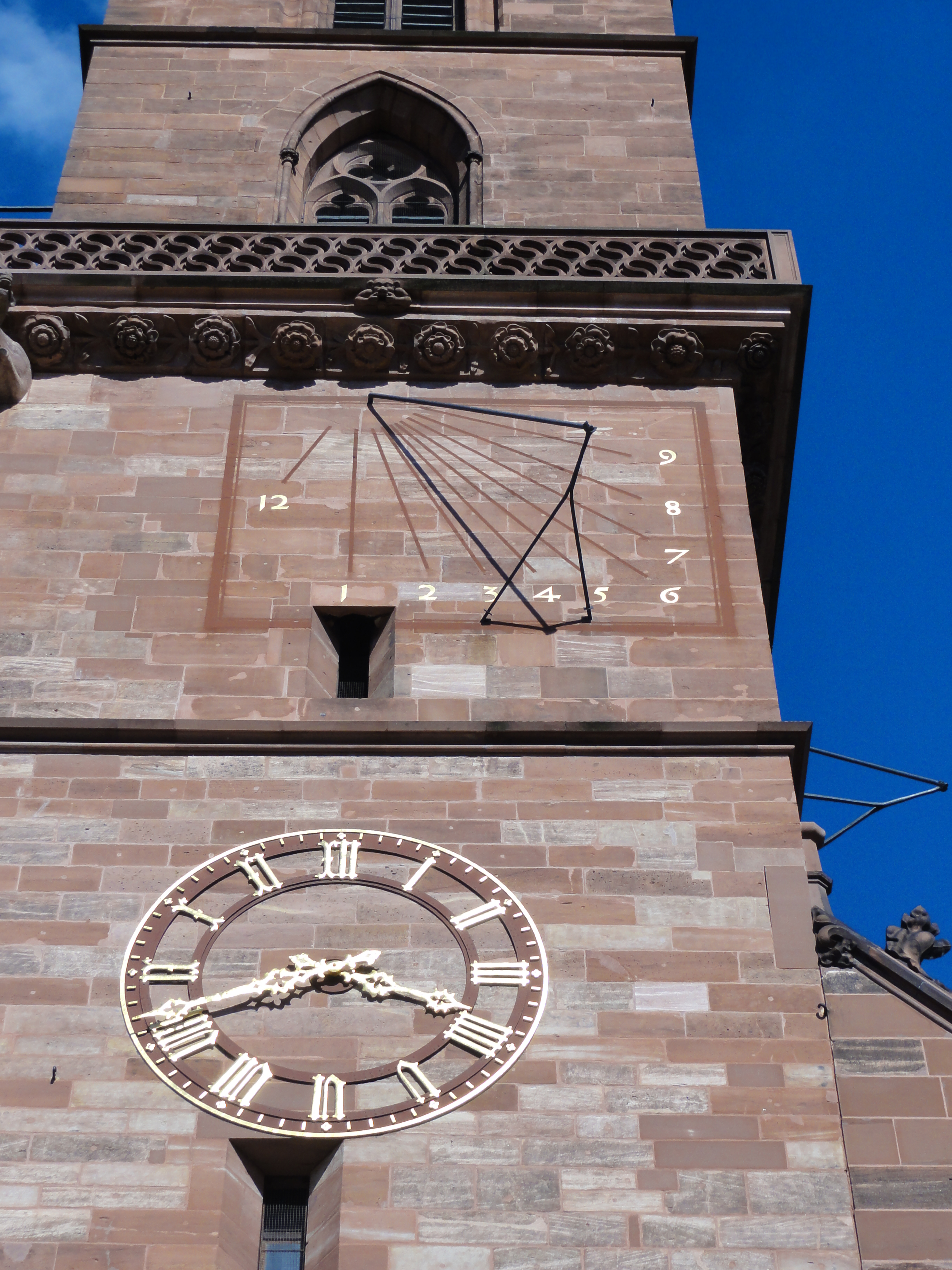